# Septar Mehmet Yakub
Mehmet Yakub Septar (transcris de multe ori în textele românești sub forma: Mehmet Iacub Septar; n. 1904, Comana, România – d. 1991, Constanța, România) a fost un avocat și gânditor de etnie tătară crimeeană, liderul spiritual al tătarilor și turcilor din Dobrogea, Muftiul comunității musulmane din România. A militat pentru pace și armonie globală.

## Biografie
Mehmet Yakub s-a născut în anul 1904 în satul Azaplar, azi Tătaru, Constanța. A absolvit Seminarul musulman din Medgidia și Facultatea de Drept a Universității din București după care a activat ca avocat în baroul de Constanța. A sprijinit curentul de emigrare în Turcia.
A servit ca muftiu de-a lungul întregii perioade comuniste din România, între 31 decembrie 1947 și 1990, fiind precedat de către Mitat Rifat și succedat de Ablakim Ibrahim. Ca șef al Cultului Musulman a fost pus sub urmărire secretă de către Securitate în cadrul acțiunii operative “Sultanul” fiind învinuit că aducea injurii URSS și dorea să înființeze în 1950 un front mondial musulman pentru pace.
În timpul lui Nicolae Ceaușescu a fost reprezentantul musulmanilor în Marea Adunare Națională. A fost prieten cu Justinian Marina, patriarhul Bisericii Ortodoxe Române și cu dr. Moses Rosen, șef-rabinul Cultului Mozaic din România, cei trei formând o veritabilă troică interreligioasă. Justinian rezervase pentru Yakub în Palatul Patriarhiei o cameră spre a o folosi, la nivel de șef de Cult, de fiecare dată când venea în București. Mai târziu, Mehmet Yakub a menținut aceleași relații amicale cu Teoctist.
Mehmet Yakub cunoștea îndeaproape cultura poporului român și a devenit unul dintre susținătorii importanți ai României pe scena internațională, un ambasador neoficial în țările arabe și musulmane. El considera că Israelul și țările arabe ar trebui să poarte discuții directe pentru stabilirea păcii.
În 1990, când redactorii revistei Renkler din București conduși de istoricul Tahsin Gemil au creat curentul tătar care promova uniformizarea culturală și lingvistică, Mehmet Yakub s-a opus acestui proiect creând mișcarea culturală fundamentată pe ideea conservării diversității culturale și activând sub deviza Tek niyet, mútenevviyet („Unitate în diversitate”).
Mehmet Yakub a murit în 1991, în Constanța. Se odihnește alături de soția sa, Zeyneb, la Cimitirul Central Musulman din Constanța, la: 44.173046, 28.622309.

## Distincții
- Ordinul „Steaua Republicii Populare Romîne” clasa a III-a (21 august 1954) „pentru merite deosebite pe tărîmul construcției de stat, economice, sociale și culturale, cu ocazia celei de a zecea aniversări a eliberării patriei noastre”[10]